# 揚貨装置
揚貨装置（ようかそうち）は、船舶に取り付けられたデリックやクレーンの設備のことをいい、陸から船へあるいは船から陸へ積載貨物を積み替える港湾での荷役作業に用いられる機械である。 
同様の作業を行うクレーンであっても、港湾側（陸上）に設置・配置されたものは揚貨装置には含まれず、あくまで船上に設置されたもののみを指す。

## 揚貨装置の分類
- クレーン積載貨物船
- デリック積載貨物船

## 揚貨装置の運転資格
- 制限荷重5トン以上の揚貨装置の運転は揚貨装置運転士免許（国家資格。学科試験・実技試験に合格すると免許される）が必要。
- 制限荷重5トン未満の揚貨装置の運転は特別教育（2日程度の学科および実技教育）が必要。